# Jeremy Bates
Jeremy Bates (Solihull, 19 giugno 1962) è un allenatore di tennis ed ex tennista britannico.

## Carriera
Ottenne il suo best ranking in singolare il 17 aprile 1995 con la 54ª posizione mentre nel doppio divenne il 4 marzo 1991, il 25º del ranking ATP.
Vince il suo primo e unico torneo ATP in singolare nel 1994 a Seul superando il tedesco Jörn Renzenbrink in tre set.
In doppio, in carriera, ottiene la vittoria finale in tre tornei ATP raggiungendo la finale in altri otto casi. Ha raggiunto, inoltre, la finale dell'Australian Open nel 1988 in coppia con lo svedese Peter Lundgren; in quell'occasione furono superati dagli statunitensi Rick Leach e Jim Pugh in tre set.
In coppia con la connazionale Jo Durie vinse il doppio misto nel Torneo di Wimbledon del 1987 e nell'Australian Open del 1991 superando rispettivamente la coppia australiana composta da Nicole Bradtke e Darren Cahill e la coppia statunitense composta da Robin White e Scott Davis.
Ha fatto parte della squadra britannica di Coppa Davis dal 1985 al 1994 con un bilancio finale di 27 vittorie e 24 sconfitte.

## Statistiche

### Singolare

#### Vittorie (1)
| Legenda                                                      |
| Grande Slam (0)                                              |
| ATP Tour World Championships / Tennis Masters Cup (0)        |
| ATP Super 9 / Tennis Masters Series (0)                      |
| ATP Championships Series / ATP International Series Gold (0) |
| ATP World Series / ATP International Series (1)              |

| Numero | Data           | Torneo           | Superficie | Avversario in finale | Punteggio        |
| 1.     | 18 aprile 1994 | Seoul Open, Seul | Cemento    | Jörn Renzenbrink     | 6-4, 6(6)–7, 6-3 |

| Legenda tornei minori |
| Challenger (5)        |
| Futures (0)           |

| Numero | Data            | Torneo                                       | Superficie    | Avversario in finale | Punteggio     |
| 1.     | 16 aprile 1990  | Durban Challenger 1990, Durban               | Cemento       | Grant Stafford       | 6-4, 6-1      |
| 2.     | 7 ottobre 1991  | Challenger DCNS de Cherbourg 1991, Cherbourg | Cemento (i)   | Byron Black          | 7-5, 1-6, 7-6 |
| 3.     | 18 ottobre 1993 | Göteborg Challenger 1993, Göteborg           | Sintetico (i) | Alex Rădulescu       | 6-2, 6-3      |
| 4.     | 24 ottobre 1994 | Brest Challenger 1994, Brest                 | Cemento (i)   | Lionel Barthez       | 6-3, 6-1      |
| 5.     | 10 luglio 1995  | Bristol Challenger 1995, Bristol             | Erba          | Andrew Foster        | 6-7, 6-4, 6-3 |

### Doppio

#### Vittorie (3)
| Legenda                                                      |
| Grande Slam (0)                                              |
| ATP Tour World Championships / Tennis Masters Cup (0)        |
| ATP Super 9 / Tennis Masters Series (0)                      |
| ATP Championships Series / ATP International Series Gold (0) |
| ATP World Series / ATP International Series (3)              |

| Numero | Data             | Torneo                                      | Superficie    | Compagno       | Avversari in finale         | Punteggio     |
| 1.     | 16 ottobre 1989  | Tel Aviv Open, Tel Aviv                     | Cemento       | Patrick Baur   | Rikard Bergh Per Henricsson | 6-1, 4-6, 6-1 |
| 2.     | 11 giugno 1990   | Queen's Club Championships, Londra          | Erba          | Kevin Curren   | Henri Leconte Ivan Lendl    | 7-6, 6-4      |
| 3.     | 21 febbraio 1994 | ABN AMRO World Tennis Tournament, Rotterdam | Sintetico (i) | Jonas Björkman | Jacco Eltingh Paul Haarhuis | 6-4, 6-1      |

| Legenda tornei minori |
| Challenger (6)        |
| Futures (0)           |

| Numero | Data              | Torneo                                   | Superficie    | Compagno             | Avversari in finale                     | Punteggio     |
| 1.     | 10 settembre 1984 | Thessaloniki Challenger 1984, Salonicco  | Terra rossa   | Steve Shaw           | George Kalovelonis Slobodan Živojinović | 6-2, 6-4      |
| 2.     | 6 febbraio 1989   | Telford Challenger 1989, Telford         | Sintetico (i) | Nick Brown           | Ronnie Båthman Rikard Bergh             | 6-4, 7-6      |
| 3.     | 9 aprile 1990     | Capetown Challenger 1990, Città del Capo | Cemento (i)   | Marius Barnard       | Wayne Ferreira Piet Norval              | 6-3, 6-1      |
| 4.     | 20 aprile 1992    | Nagoya Challenger 1992, Nagoya           | Cemento       | Mark Petchey         | Bertrand Madsen Leander Paes            | 7-5, 3-6, 7-6 |
| 5.     | 20 settembre 1993 | Singapore Challenger 1993, Singapore     | Cemento       | Christo van Rensburg | Sander Groen Grant Stafford             | 6-3, 6-4      |
| 6.     | 18 ottobre 1993   | Göteborg Challenger 1993, Göteborg       | Sintetico (i) | Chris Wilkinson      | Andrew Foster Ross Matheson             | 7-6, 6-3      |

#### Sconfitte in finale (8)
| Numero | Data              | Torneo                                   | Superficie    | Compagno          | Avversari in finale                | Punteggio     |
| 1.     | 11 gennaio 1988   | Australian Open, Melbourne               | Cemento       | Peter Lundgren    | Rick Leach Jim Pugh                | 3-6, 2-6, 3-6 |
| 2.     | 22 agosto 1988    | Rye Brook Open, Rye Brook                | Cemento       | Michael Mortensen | Andrew Castle Tim Wilkison         | 6-2, 4-6, 5-7 |
| 3.     | 3 ottobre 1988    | Swiss Indoors, Basilea                   | Cemento       | Peter Lundgren    | Jakob Hlasek Tomáš Šmíd            | 3-6, 1-6      |
| 4.     | 17 ottobre 1988   | Frankfurt Grand Prix, Francoforte        | Sintetico (i) | Tom Nijssen       | Rudiger Haas Goran Ivanišević      | 6-1, 5-7, 3-6 |
| 5.     | 6 novembre 1989   | Wembley Championship, Wembley            | Sintetico (i) | Kevin Curren      | Jakob Hlasek John McEnroe          | 1-6, 6-7      |
| 6.     | 18 febbraio 1991  | Eurocard Open, Stoccarda                 | Sintetico (i) | Nick Brown        | Sergio Casal Emilio Sánchez        | 3-6, 5-7      |
| 7.     | 30 settembre 1991 | Grand Prix de Tennis de Toulouse, Tolosa | Cemento (i)   | Kevin Curren      | Tom Nijssen Cyril Suk              | 6-4, 3-6, 6-7 |
| 8.     | 15 giugno 1992    | Manchester Open, Manchester              | Erba          | Laurie Warder     | Patrick Galbraith David Macpherson | 6-4, 3-6, 2-6 |